# Curia Iulia
La Curia Iulia era l'antica sede del Senato romano, posta al culmine del lato breve del Foro. Si tratta di un grande edificio in mattoni posto all'angolo tra l'Argileto (la strada che la separa dalla basilica Emilia) e il Comizio.

## Storia

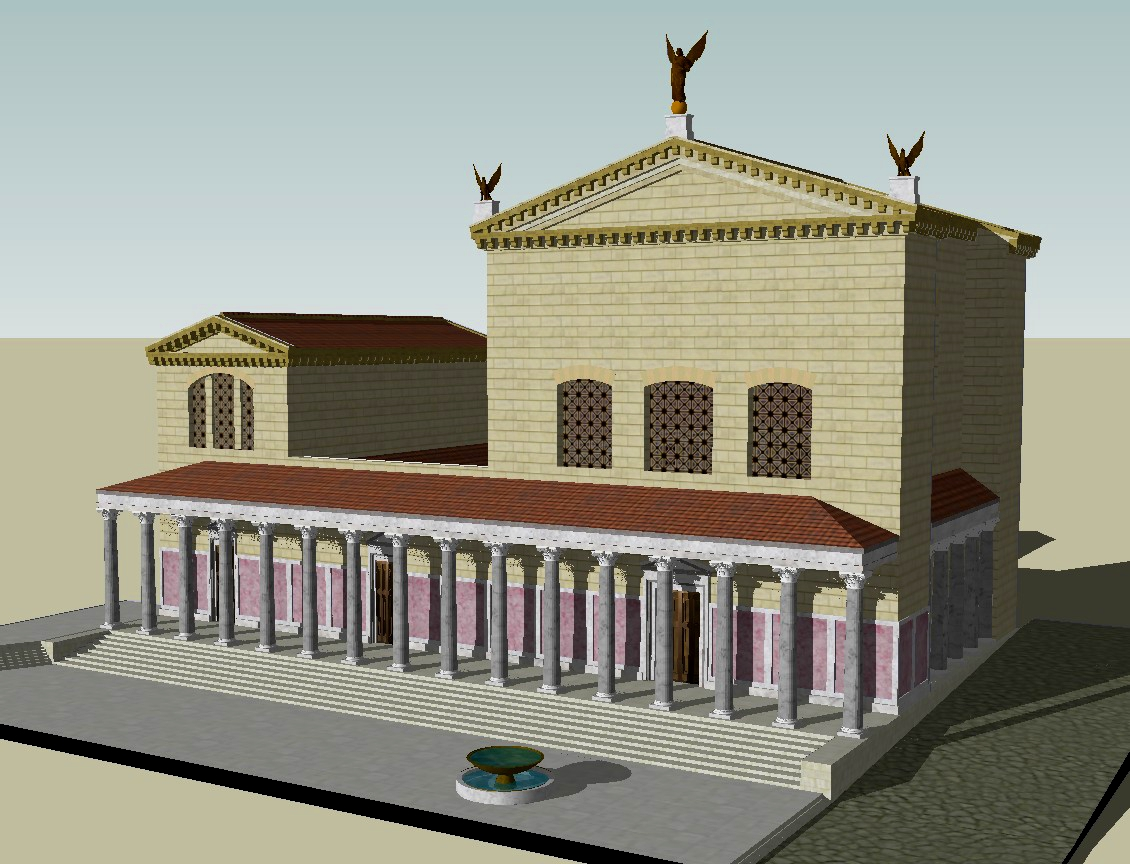
Ricostruzione della curia

L'edificio deve il suo nome alle assemblee dei "curiati", cioè dei cittadini riuniti in base alle curie, che si svolgevano nel Comizio; qui si affacciava la prima curia di Roma, la Curia Hostilia, edificata secondo la leggenda da Tullo Ostilio, terzo re di Roma. Fu restaurata ed ingrandita da Silla nell'80 a.C., prendendo il nome di Curia Cornelia, ma venne danneggiata da un incendio nel 52 a.C. Poco dopo Giulio Cesare iniziò i lavori di realizzazione del Foro di Cesare, che interessarono tutta quest'area del Foro: sia i Rostra che la Curia vennero ricostruiti in posizione più scenografica, con impianto più monumentale.
L'edificio che prese il nome di Curia Iulia, e che è quello tutt'oggi visibile, fu terminato e inaugurato da Ottaviano il 28 agosto del 29 a.C. Restaurato sotto Domiziano nel 94, venne rifatto di nuovo da Diocleziano in seguito all'incendio del 283 durante il regno dell'imperatore Carino. Nella Curia si trovava anche l'altare della Vittoria.
Al tempo del re Teodorico, nella Curia si tenevano ancora le adunanze del Senato, sopravvissuto alla caduta dell'Impero romano d'Occidente, ma ridotto allora a un'ombra: l'edificio in quel tempo non si chiamava più col suo nome classico di Curia, bensì con quello di Atrium Libertatis. Il nome Atrium Libertatis fu preso da un vicino edificio, probabilmente distrutto o adibito ad altri usi già prima del VI secolo, e indipendente, dove anticamente si svolgeva la liberazione degli schiavi. Caduto il regno gotico di Teodorico la Curia rimase abbandonata.
Nel 630, durante il pontificato di papa Onorio I, l'edificio venne trasformato in chiesa, assumendo il nome di Sant'Adriano al Foro. La chiesa venne decorata con affreschi bizantini, ancora in parte visibili, e dotata di campanile; fu poi restaurata in stile barocco da Martino Longhi il Giovane nel 1653. Grazie a queste vicissitudini la Curia non venne abbattuta ed oggi è uno degli edifici tardo-antichi meglio conservati in tutta Roma.
Dopo un lungo dibattito che dagli storici passò - ad inizio Novecento - fin dentro le aule parlamentari, la Curia tra il 1930 e il 1936 venne interessata dalla campagna di scavi del Foro e in quell'occasione si decise di riportare l'importante edificio al suo aspetto profano: la chiesa venne sconsacrata, privandola di tutte le aggiunte successive all'epoca dioclezianea.

## Descrizione

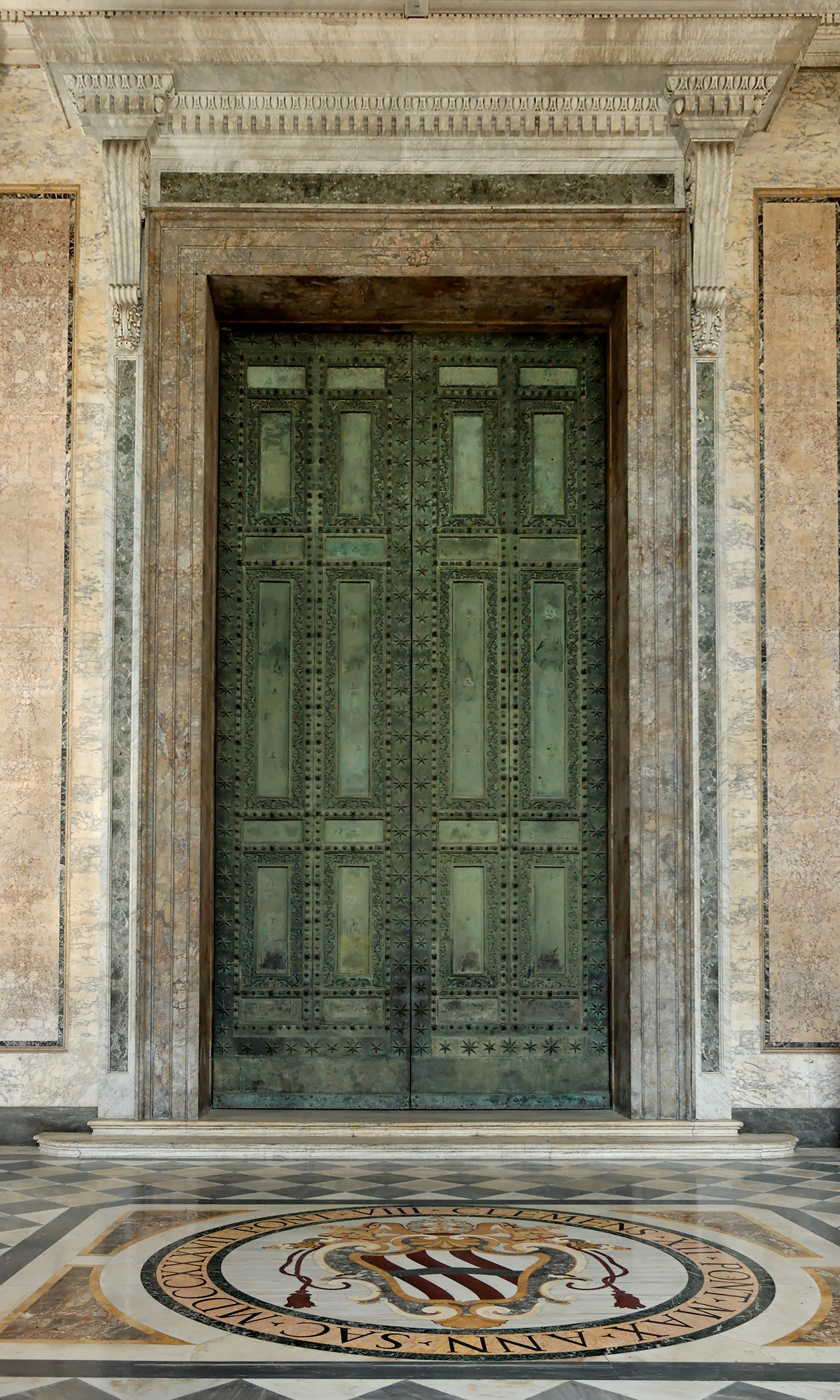
Le porte di San Giovanni in Laterano

L'aspetto della Curia era stato precedentemente equivocato sulla base di un disegno di Antonio da Sangallo il Giovane, che l'aveva ritratta come un insieme di edifici composti, oltre che dall'edificio principale, da un Chalcidicum, un Secretarium Senatus e un Atrium Minervae.
Il Chalcidicum in realtà non doveva essere altro che il portico colonnato antistante la Curia, rappresentato anche su una moneta di epoca augustea; il Secretarium Senatus, che venne erroneamente indicato come segreteria, era in realtà un tribunale speciale per i senatori e venne istituito solo in epoca tardo-imperiale probabilmente adattando una delle tabernae del vicino Foro di Cesare; l'Atrium Minervae infine non sarebbe stato altro che un'errata designazione del Foro di Nerva.
I recenti studi, avvalorati da saggi di scavo, hanno invece appurato la presenza dietro la Curia di alcuni ambienti, in genere identificati come l'Atrium Libertatis.
La Curia era contigua al Foro di Cesare, tanto da sembrarne un'appendice (posizione senz'altro non casuale, con la quale il dittatore voleva probabilmente sottolineare il suo patronato sulle istituzioni romane). L'edificio che si può ammirare ancora oggi è a pianta rettangolare, con quattro pilastri esterni sui fianchi che fungono da contrafforti.
Le due facciate sono coronate da timpani; su quella principale si aprono tre finestre ad arco e un unico portale profilato in travertino; ai lati del portale sono inoltre visibili alcuni loculi di sepolture di epoca medievale. Il portale d'ingresso in bronzo di epoca dioclezianea è una copia dell'originale, che fu portato a San Giovanni in Laterano nel XVII secolo.

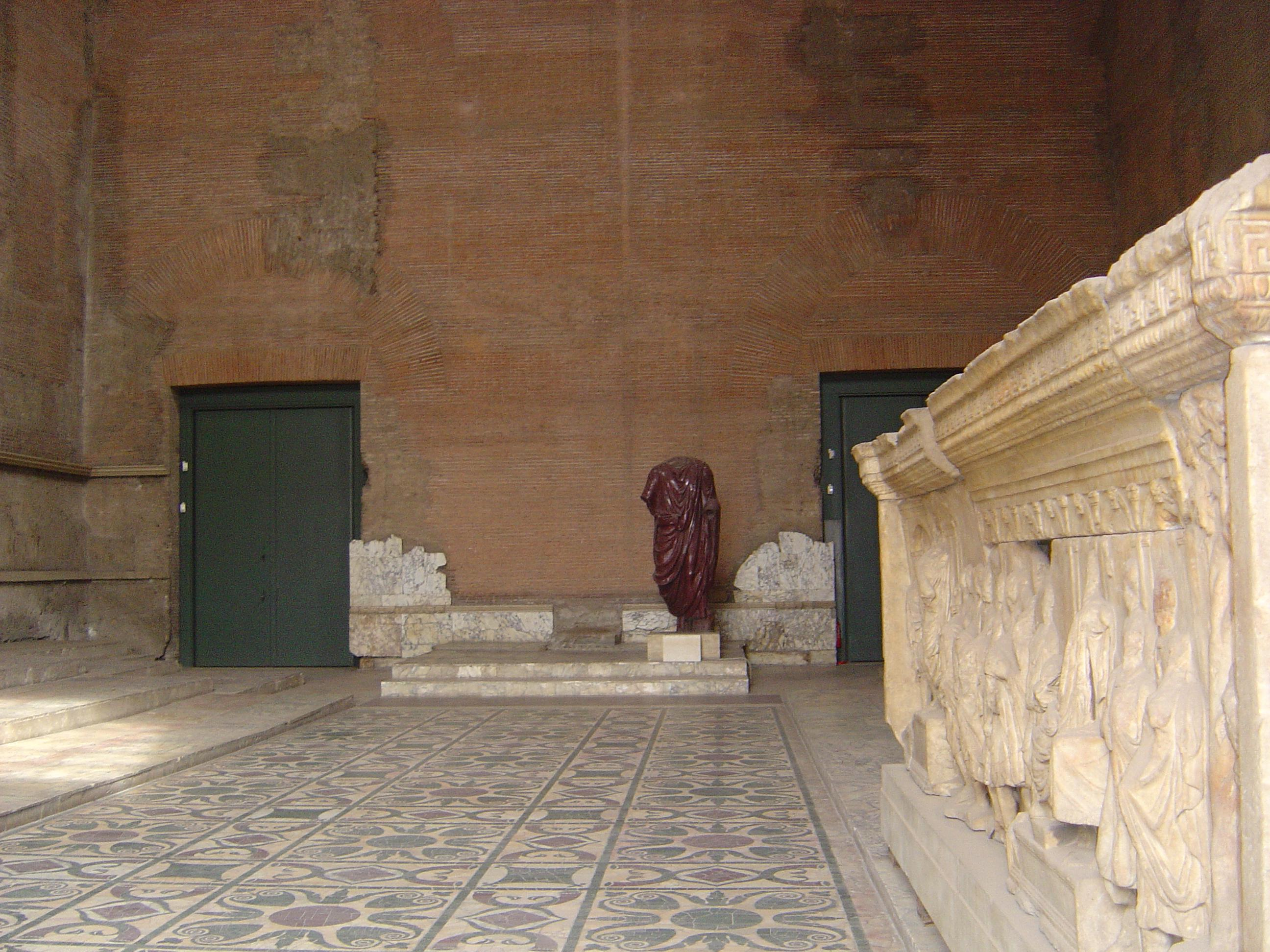
Interno

## Interno

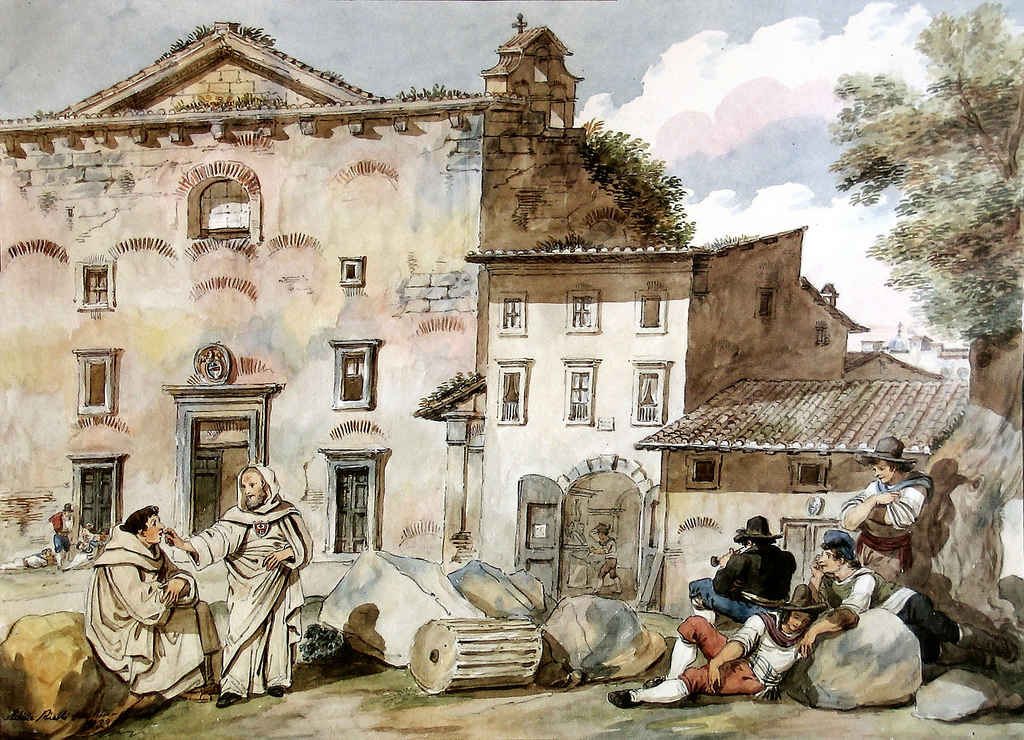
La chiesa di Sant'Adriano nel 1834

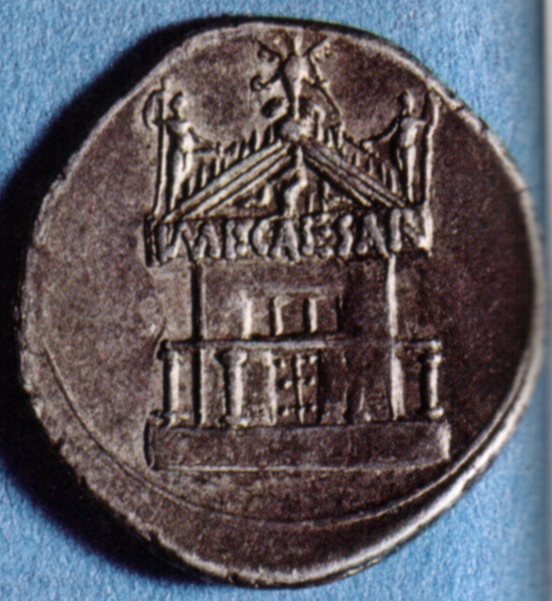
Denario di Ottaviano con la Curia Iulia

Il grande vano interno rispetta le proporzioni consigliate da Vitruvio per le curie, secondo il quale l'altezza doveva essere circa la metà della somma tra lunghezza e larghezza (le misure attuali sono 21 metri di altezza con una base di 18 x 27 metri). La notevole altezza è da riconoscere come un probabile accorgimento per l'acustica. La copertura lignea è moderna e in antico era a travi piane.
La pavimentazione è stata in parte ricostruita con marmi antichi, secondo la disposizione di epoca dioclezianea, come pure la decorazione architettonica delle pareti, scandita da nicchie che ospitavano statue, inquadrate da colonnine su mensole. Le pitture bizantine, invece, visibili soprattutto sulla controfacciata, risalgono alla trasformazione in chiesa del VII secolo.
L'aula è divisa in tre settori, con a destra e sinistra tre gradini larghi e bassi, dove erano collocati i circa trecento seggi per i senatori.
Sulla parete di fondo, tra due porte, si trova il basamento per la presidenza, dove è collocata anche la base della statua della Vittoria. Questa statua, sulla quale i senatori giuravano fedeltà alla Repubblica, era stata portata a Roma da Taranto da Ottaviano ed era un oggetto di particolare devozione simbolica per le istituzioni romane. Fu oggetto di un'aspra polemica tra cristiani e pagani sul finire del IV secolo. Venne rimossa per la prima volta nel 357 dall'imperatore Costanzo II, fervente ariano, ma fu ricollocata in Senato durante il regno di Giuliano. Nel 382 Graziano, accogliendo le richieste di Ambrogio di Milano, vescovo dell'allora capitale della Pars Occidentis, la fece nuovamente rimuovere dall'aula. Seguì nel 384, sotto il regno di Valentiniano II, la disputa tra Ambrogio di Milano e Quinto Aurelio Simmaco, senatore pagano e fiero oppositore del cristianesimo, che, da praefectus urbi, si prodigò per la reintegrazione dell'Ara in  Senato. Alla morte di Valentiniano II, l'altare fu nuovamente ricollocato nell'aula da Eugenio (392-394), per essere definitivamente rimosso nel 394 da Teodosio, dopo la vittoria al Frigido su Eugenio.
Oggi all'interno della Curia sono esposti due grandi rilievi, i Plutei di Traiano, trovati nel 1872 nel Foro tra la Colonna di Foca e il Comizio.